# Urechești, Argeș
Urechești este un sat în comuna Cicănești din județul Argeș, Muntenia, România.